# El otro
Pour plus de détails, voir Fiche technique et Distribution.
El otro est un film franco-germano-argentin réalisé par Ariel Rotter, sorti en 2007. Le film remporte le Grand prix du jury de la Berlinale.

## Fiche technique
- Titre français : El otro
- Réalisation : Ariel Rotter
- Scénario : Ariel Rotter
- Photographie : Marcelo Lavintman
- Pays d'origine :  Argentine -  France -  Allemagne
- Format : couleur - 1,85:1 - Dolby Digital
- Genre : drame
- Date de sortie : 2007

## Distribution
- Julio Chávez : Juan Desouza / Manuel Salazar / Emilio Branelli / Lucio Morales
- María Onetto : Réceptionniste de l'hôtel
- María Ucedo : Mujer Entre Ríos
- Inés Molina : Claudia
- Arturo Goetz : Escribano